# ویلمانی
ویلمانی (به مجاری:  Vilmány) یک منطقهٔ مسکونی در مجارستان است که در بورشود-آبااوی-زمپلن واقع شده‌است.